# 广西蒲儿根
广西蒲儿根（学名：Sinosenecio guangxieusis）为菊科蒲儿根属的植物，是中国的特有植物。分布在中国大陆的广西等地，生长于海拔940米至1,600米的地区，一般生长在林下、溪边以及岩石潮湿处，目前尚未由人工引种栽培。